# Standartenführer

Límcové výložky Standartenführera

Standartenführer byla hodnost příslušníků paramilitárních jednotek NSDAP oddílů SA a SS. Tato hodnost byla prvně založena jako titul v roce 1925 a v roce 1928 se stala jednou z prvních vyšších nacistických důstojnických hodností. Tato hodnost byla udělována těm členům SA a SS, kteří veleli jednotkám známým jako "Standarte", které měly velikost pluku s počtem 300 až 500 mužů.
V roce 1929 byla hodnost Standartenführer rozdělena do dvou oddělených hodností – Standartenführer (I) a Standartenführer (II). Toto rozdělení však bylo zrušeno v roce 1930, když SA i SS rozšířily svůj hodnostní systém pro více důstojnických postů a tím nebyly dvě hodnosti Standartenführer potřeba.
V roce 1933 se Adolf Hitler dostává v Německu k moci a hodnost Standartenführer je zavedena jako nejvyšší hodnost pro důstojníky v poli. Hodnost byla nižší než Oberführer, která byla považována za generálskou hodnost SA i SS. S vypuknutím druhé světové války se hodnost Standartenführer velice rozšířila.
U Waffen-SS byla hodnost považována za ekvivalent k hodnosti plukovník (Oberst) v německé armádě.
Límcové hodnostní označení pro Standartenführera se skládalo ze samostatného dubového listu zobrazeného v černém pozadí na obou stranách límce. Standartenführer byla také první hodnost SA i SS, u které nebylo zobrazováno límcové označení jednotky. Od roku 1938 byly novější uniformy SS doplněny nárameníky armádního plukovníka.